# سمكة نابلة
سمكة السهم أو السمكة النابلة (الاسم العلمي: Toxotes) نوع من سبعة أنواع من الأسماك الصغيرة يصل طولها إلى 24 سم. تتواجد عادة في المياه مسوسة عند مصبات الأنهار والمنغروف، وأيضا تعيش المحيطات المفتوحة بعيدا عن المياه العذبة. المناطق التي تعيش فيها تمتد من الهند إلى الفلبين وإندونيسيا وأستراليا. تطلق سمكة السهم قطرات ماء من فمها إلى الهواء بقوة هائلة في شكل أشبه بالسهم، في اتجاه الحشرات فوق الماء، وعندما تسقط على سطح الماء تلتهمها.
لسمكة السهم شعبية عند محبي أسماك الزينة، لكن تغذيتها صعبة لأنها تفضل الفرائس الحية.